# ریچارد کلی
ریچارد کلی (انگلیسی: Richard Kelly؛ زادهٔ ۲۸ مارس ۱۹۷۵) کارگردان اهل ایالات متحده آمریکا است. وی از سال ۱۹۹۶ میلادی تاکنون مشغول فعالیت بوده‌است.
فیلم کالتِ دانی دارکو (donnie darko) محصول کشور آمریکا که در تاریخ ۲۶ اکتبر ۲۰۰۱ انتشار یافت، مهمترین اثر اوست.